# Gastrocotyle (Plantae)
Gastrocotyle, rod jednogodišnjeg raslinja iz porodica boražinovki. Postoje najmanje dvije priznate vrste raširene od sjeverpzapadne Indije i Kazahstana na zapad do Sredozemlja
Vrste su izdvojene iz roda Anchusa.

## Vrste
1. Gastrocotyle hispida (Forssk.) Bunge
2. Gastrocotyle macedonica (Degen & Dörfl.) Bigazzi, Hilger & Selvi
3. Gastrocotyle natolica Brand, status nepotvrđen